# ضدویروس کلم
ضدویروس کلم(به انگلیسی: Clam antivirus) یک نرم‌افزار کد باز که بر روی سیستم‌عاملهای مبتنی بر یونیکس کار می‌کند و کاربرد اصلی آن برای اسکن ایمیلها در درگاه‌های دریافت ایمیل می‌باشد. این ضدویروس توسط یک گروه از افراد مختلف از سراسر دنیا توسعه داده می‌شود. لینوکس، بی‌اس‌دی، مکینتاش، سولاریس، آی‌بی‌ام ای‌آی‌اکس، OCF و اپن‌وی‌ام‌اس سیستم‌عاملهایی هستند که کلم بر روی آنها مورد استفاده قرار می‌گیرد همچنین این ضدویروس دارای یک نسخه برای سیستم‌عامل ویندوز به نام ضدویروس کلم‌وین می‌باشد.